# 델비너현

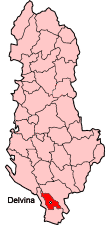
델비너 현의 위치

델비너현(알바니아어: Rrethi i Delvinës)은 알바니아를 구성하는 36개 현 가운데 하나로, 현청 소재지는 델비너이며 면적은 367km2, 인구는 11,000명(2004년 기준)이다. 행정 구역상으로는 블로러 주에 속한다.